# 薩米拉·托菲克
薩米拉·托菲克 （阿拉伯语：‎，Samira Tawfik，1936年2月17日—），本名萨米拉·贾斯汀·卡里莫纳（阿拉伯语：‎），是一位享誉阿拉伯世界的黎巴嫩女歌手。她以使用约旦貝都因人风格演唱歌曲成名。
托菲克在叙利亚一个村莊出生并在黎巴嫩长大。她在黎巴嫩的音乐事业因为竞争对手并不理想。1960年后，她在约旦却十分成功，国王侯赛因·本·塔拉勒也是她的支持者之一。
她被广泛认为是阿拉伯音乐界之约旦音乐的代表，知名的爱国歌曲包括：Diritna al-Urduniya和 Urdunn al-Quffiya al-Hamra。